# Fernando González Lucini
Fernando González Lucini (Girona, 11 de febrer de 1946) és mestre i llicenciat en pedagogia.
Als dos anys es va traslladar amb la seva família a Jaén, on va viure la seva infantesa i adolescència.
Durant els anys 1980 a 1988 va donar classes a ESCUNI (Escola Universitària de Formació del Professorat, a Madrid) a on entre altres coses va tenir al seu carrèc una assignatura optativa sobre la música popular i la cançó d'autor a la que va anomenar Música, cançó i pedagogia.
Ha sigut col·laborador del programe de ràdio Las voces de la música, de Antena 3, i director durant sis anys dels programes Donde la palabra se hace música i La isla del hombre libre, en Ràdio Popular (COPE); programes pels quals va rebra el Premi Manos Unidas i el Premi Nacional Bravo (1988). De 1998 a 2007 organitza i prepara diverses exposicions.És autor de la enciclopèdia Y la palabra se hizo música, considerat l'estudi de la cançó d'autor més important escrit en castellà. Al 2014 va guanyar el Premi Barnassants a l'activisme cultural. Actualment està creant la web Canción con todos, on tracta de recullir informació completa de tots els cantautors castellans, catalans, bascos, gallegs i llatinoamericans.

## Obres essencials
- Crónica cantada de los silencios rotos (Madrid, Alianza, 1998)
- Y la palabra se hizo música. La canción de autor en España vols 1 Y 2 (Madrid, Ed. Fundación Autor, 2006)
- Y la palabra se hizo música. El canto emigrado de América Latina (Madrid, Ediciones Autor, 2007)